# Чотири свободи (Європейський Союз)
Чотири свободи (англ. Four freedoms) — термін, що використовується в рамках європейської економічної інтеграції. Витоки цього терміна йдуть до Римського договору 1957 року. Про заснування Європейського економічного співтовариства. Виник на пізнішій щаблі поняття Єдиного економічного простору, розвиваючи положення Римського договору, має на увазі рух у бік створення умов для вільного переміщення товарів, послуг, робочої сили і капіталу.
Розвиток між країнами — учасниками спільного ринку (згодом перейменованого в єдиний ринок), а також створення митного союзу були двома з основних цілей створення Європейського економічного співтовариства. При цьому, якщо митний союз передбачає заборону будь-яких мит в торгових відносинах між державами-членами і формування спільного митного тарифу по відношенню до третіх країн, то загальний ринок поширює ці принципи і на інші перешкоди конкуренції та взаємодії економік країн союзу, гарантуючи так звані чотири свободи : свободу руху товарів, свободу руху осіб, свободу руху послуг і свободу руху капіталу. Ісландія, Ліхтенштейн, Норвегія і Швейцарія входять в загальний ринок, але не в митний союз.
Свобода руху капіталу передбачає не тільки можливість безперешкодних платежів та переказів через кордони, але і покупку нерухомості, акцій компаній та інвестування між країнами. До прийняття рішення про формування економічного і валютного союзу розвиток положень про свободу капіталу йшло повільно. Щодо прийняття Маастрихтського договору Європейський суд почав прискорено формувати рішення відносно раніше знехтуваної свободи. Свобода пересування капіталу діє також і на відносини між країнами-учасниками ЄС та третіми країнами.
Свобода руху осіб означає, що громадянин Євросоюзу може безперешкодно переміщатися між країнами союзу з метою проживання (у тому числі і щодо виходу на пенсію), роботи та навчання. Забезпечення цих можливостей включає спрощення формальностей при переїзді і взаємне визнання професійних кваліфікацій.
Свобода руху послуг і свобода установи дозволяє особам, які займаються самостійною економічною діяльністю, вільно переміщатися між країнами союзу і займатися цією діяльністю на постійній чи на тимчасовій основі. Незважаючи на те, що послуги представляють 70% ВВП і робочих місць у більшості держав-членів, законодавство відносно цієї свободи не настільки розвинене, як в області інших встановлюваних свобод. Цю прогалину було недавно заповнено прийняттям директиви про послуги на внутрішньому ринку з метою зняття обмежень між країнами з надання послуг.